# Jonathan Joseph
Jonathan Byron Alexander Joseph (Derby, 21 maggio 1991) è un rugbista a 15 internazionale dell' l'Inghilterra, che gioca nel ruolo di tre quarti centro il Bath.

## Biografia
Promettente tennista da bambino, Joseph decise successivamente di dedicarsi al rugby entrando a far parte dell'accademia del London Irish, squadra con la quale iniziò a giocare in Premiership nel 2009.
Dopo essersi messo in evidenza con la nazionale under-20, fece il suo debutto con la nazionale maggiore il 9 giugno 2012, affrontando i padroni di casa degli Springbok in occasione del tour in Sudafrica. Fu quindi selezionato per disputare il Sei Nazioni 2013, ma dovette rinunciare al torneo a causa di un infortunio.
Nel 2013, dopo avere militato per quattro stagioni nel London Irish, Jonathan Joseph si trasferì al Bath con il quale raggiunse la finale di Challenge Cup 2013-14. Tornò sulla scena internazionale con l'Inghilterra durante il Sei Nazioni 2015, diventando, con le quattro mete messe a segno complessivamente, il maggiore realizzatore di quella edizione. Reduce dalla finale di Premiership 2014-15 persa 28-16 contro i Saracens, dove mise a segno l'unica meta realizzata dal Bath, fu in seguito convocato per la Coppa del Mondo di rugby 2015.
Warren Gatland lo convocò nei British Lions per il loro tour in Nuova Zelanda del 2017, nel corso del quale scese in campo in tre incontri infrasettimanali senza valenza di test match.